# NGC 2915
NGC 2915 est une galaxie spirale barrée rapprochée du Groupe local et située dans la constellation du Caméléon.  NGC 2915 a été découverte par l'astronome britannique John Herschel en 1837.

## Caractéristiques
NGC 2915 présente une large raie HI et elle renferme des régions d'hydrogène ionisé. C'est aussi une galaxie du champ, c'est-à-dire qu'elle n'appartient pas à un amas ou un groupe et qu'elle est donc gravitationnellement isolée.

### Distance
Sa vitesse par rapport au fond diffus cosmologique est de 588 ± 9 km/s, ce qui correspond à une distance de Hubble de 6,67 ± 0,62 Mpc (∼21,8 millions d'al).
À ce jour, une dizaine de mesures non basées sur le décalage vers le rouge (redshift) donnent une distance de 8,221 ± 7,167 Mpc (∼26,8 millions d'al), ce qui est à l'intérieur des valeurs de la distance de Hubble.

### Classification
Un article portant sur la matière noire contenue dans NGC 2915 paru en 2010 mentionne que c'est une galaxie naine bleue compacte. La base de données NASA/IPAC classe NGC 2915 comme une galaxie irrégulière. Toutes les autres sources consultées la classent comme une spirale barrée et c'est cette classification qui est la bonne. En effet, même si en lumière visible, elle apparait comme une naine bleue compacte, c'est une tout autre histoire lorsqu'on la regarde dans la bande radio émise par les atomes neutres d'hydrogène. On voit alors plusieurs bras spiraux et une barre qui traverse le centre de la galaxie (voir les images sur le site),.

## La matière noire dans NGC 2915
La galaxie NGC 2915 renferme tellement de matière noire qu'on la même qualifiée de galaxie fantôme. Une étude conduite par des astronomes australiens, canadiens et américains a démontré qu'elle est la galaxie à disque la plus sombre connue. En lumière visible, NGC 2915 apparait comme une galaxie naine, mais dans l'émission radio d'hydrogène neutre, NGC 2915 apparaît beaucoup plus grand et possède même des bras spiraux. L’équipe d’astronomes, dirigée par Gerhardt Meurer de l’Université Johns Hopkins, a analysé la rotation de la galaxie et a montré que NGC 2915 est composé principalement de « matière noire ». La matière noire est extrêmement difficile à détecter car elle n'émet aucun rayonnement. Sa présence ne peut être déduite que de l'influence gravitationnelle de sa masse. Par rapport à la masse et à la luminosité du Soleil, le rapport de la masse totale de la galaxie à la lumière optiquement visible est près de quatre-vingts, le plus grand ratio de ce type trouvé pour une galaxie à disque. NGC 2915 est peut-être une galaxie qui a largement échoué à se former, sauf en son centre même où la gravité de la matière noire emprisonne les gaz interstellaires suffisamment pour la formation des étoiles.

## Galerie

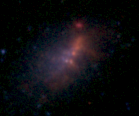
Image construite à partir des données en infrarouge captées par le télescope spatial Spitzer
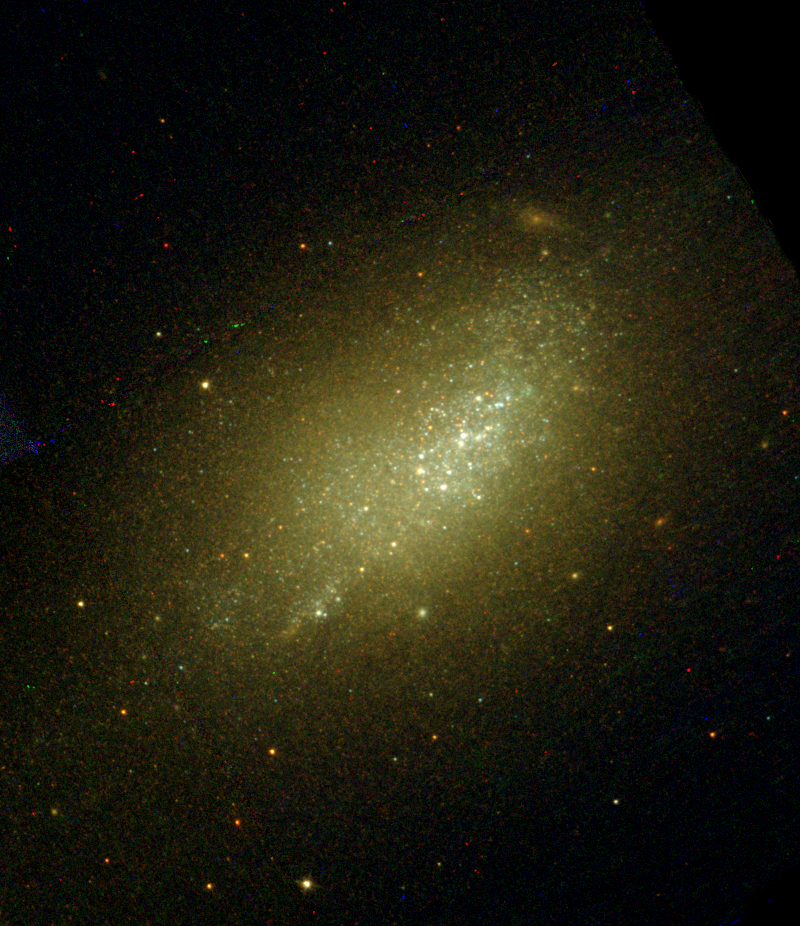
NGC 2915 par le télescope spatial Hubble.